# Saussurea diamantiaca
Saussurea diamantiaca là một loài thực vật có hoa trong họ Cúc. Loài này được Nakai miêu tả khoa học đầu tiên.